# Tisserin roux
Ploceus rubiginosus
Espèce
Statut de conservation UICN

 LC  : Préoccupation mineure
Le Tisserin roux (Ploceus rubiginosus) est une espèce de passereau de la famille des Ploceidae.

## Répartition et sous-espèces

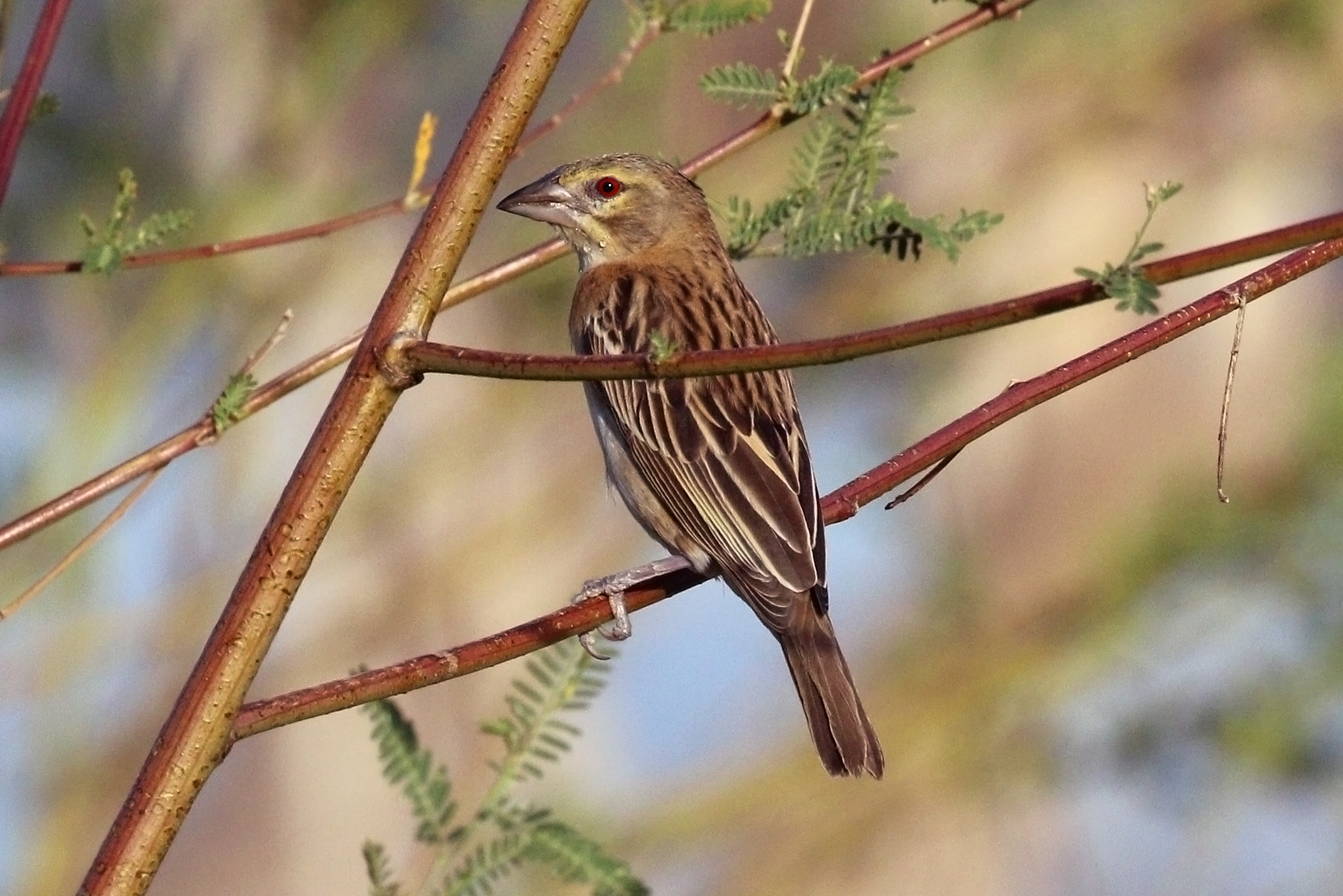
Une femelle.

- P. r. rubiginosus — Afrique de l'Est : de l'Erythrée à la Tanzanie ;
- P. r. trothae — forêts d'acacia du sud-ouest de l'Angola, la Namibie et le nord-ouest du Botswana.